# William Singer

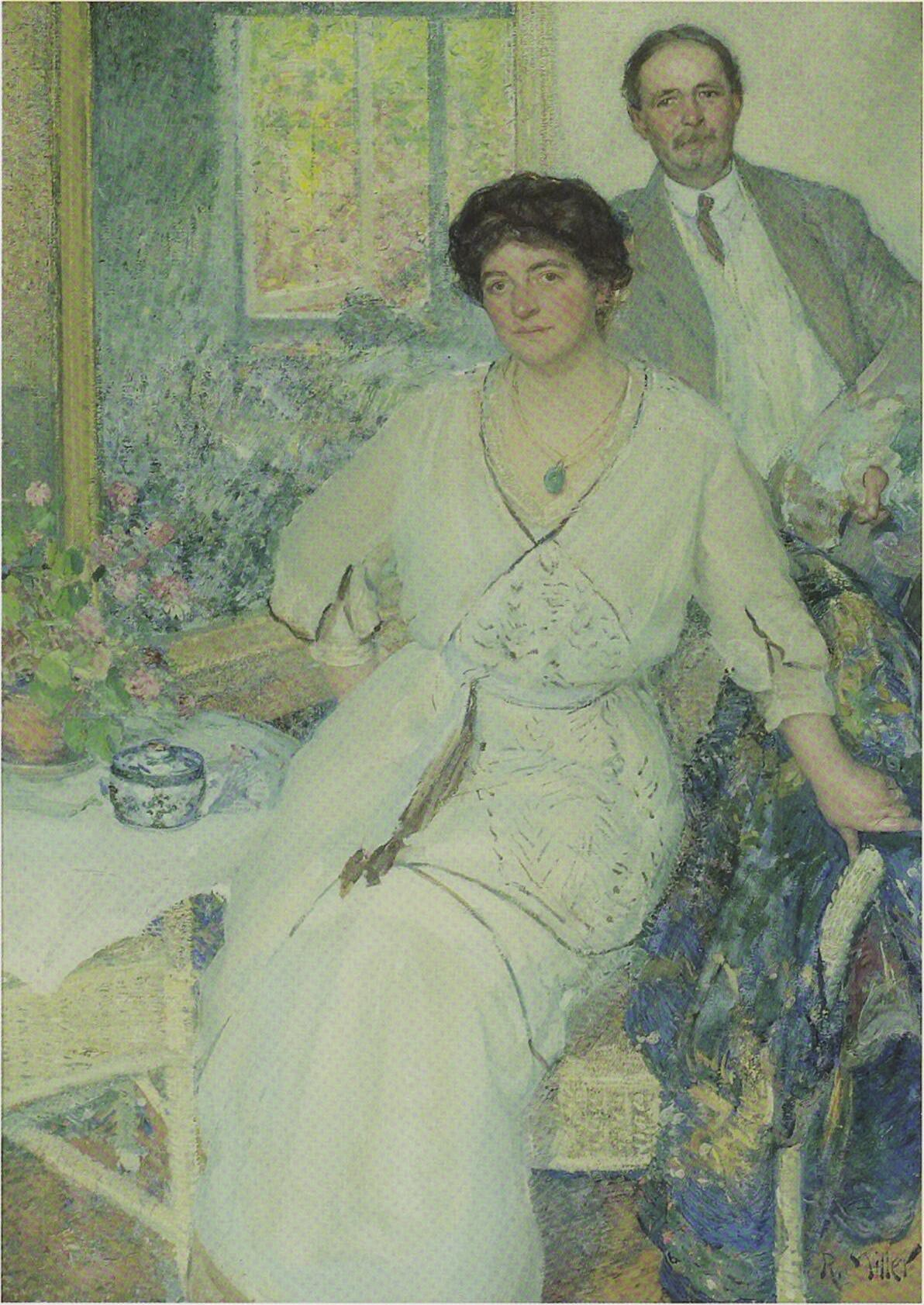
Anna en William Singer, door Richard Edward Miller.

William Henry Singer Jr. (Pittsburgh, Pennsylvania, 5 juli 1868 — Olden, Noorwegen, 29 december 1943) was een Amerikaans kunstverzamelaar.

## Leven en werk
Singer was de zoon van de staalmagnaat William Henry Singer (Singer and Nimick Company) uit Pittsburgh, in Penssylvania.
Singer en zijn echtgenote Anna Spencer Brugh (Hagerstown, Maryland; 1873-1962, Laren) verhuisden van Maine (daar schilderde hij kustgezichten met schepen) naar Parijs - in gezelschap van Singers vriend, de Amerikaanse beeldhouwer-schilder Martin Borgord. In Parijs hoorde hij van het Larense schildersdorp in Nederland en hij besloot in 1901 daarheen te gaan. In de omgeving van Laren schilderde hij enkele Gooise landschappen, maar na enige tijd verloor hij zijn inspiratie. In 1904 gingen hij en Borgord naar Noorwegen om daar te schilderen.
Singer heeft altijd zijn Amerikaanse nationaliteit behouden, ook al was zijn persoonlijk leven sterk gebonden aan Laren en de Larense kunstenaars.
Het echtpaar liet in 1911 villa De Wilde Zwanen bouwen, onderdeel van het huidige Singer museum en theater.

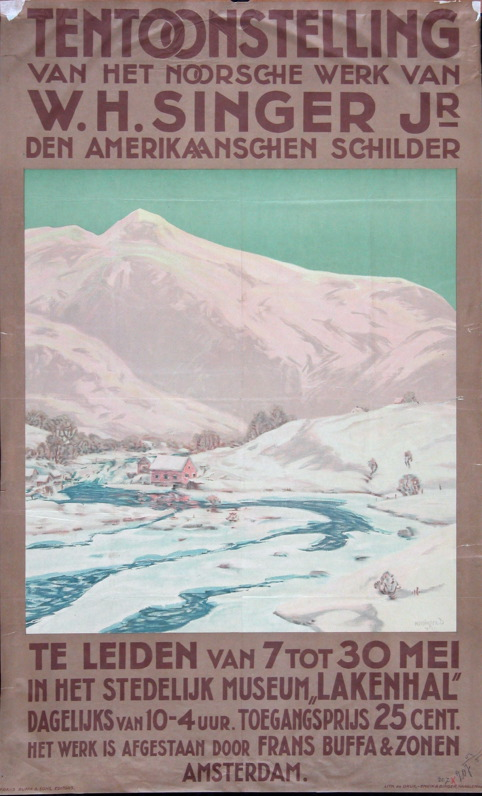
Affiche voor een tentoonstelling van Singer in Leiden (1923)
Sneeuwdag
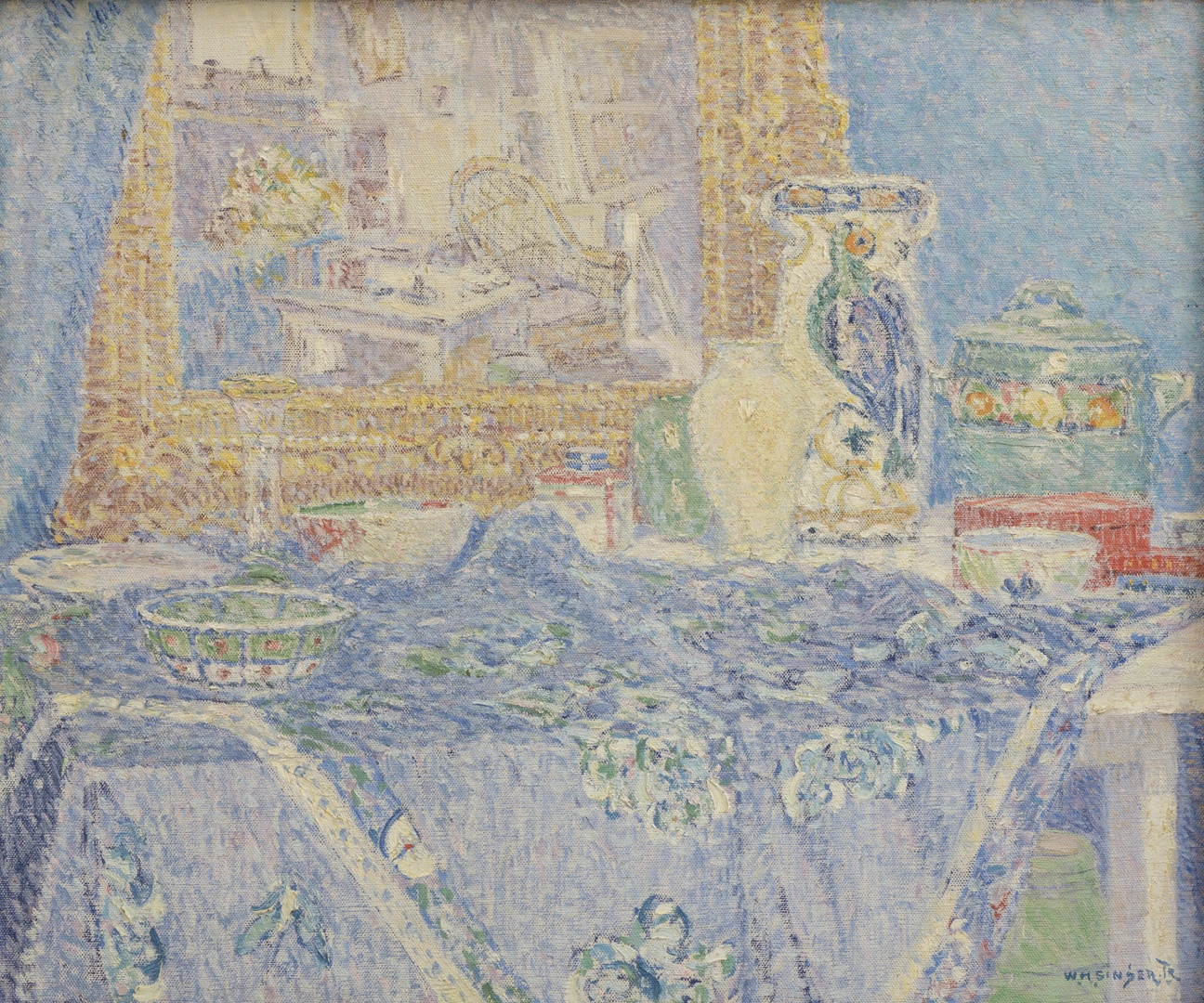
Intermezzo